# Szájzugot lefelé húzó izom

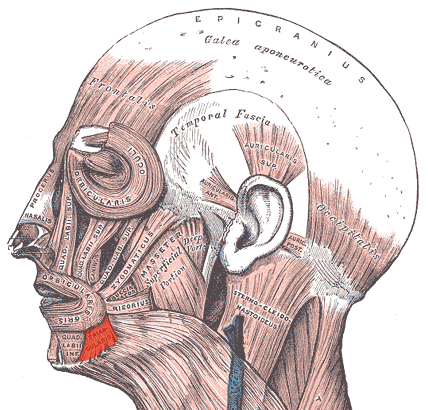
Az arc izmai (a nyíl mutatja a szájzugot lefelé húzó izmot)

A szájzugot lefelé húzó izom (vagy háromszögletű ajakizom, latinul musculus depressor anguli oris vagy musculus triangularis) egy apró izom az ember arcán.

## Eredés, tapadás, elhelyezkedés
Az állkapocs (mandibule) alsó dudoráról ered. Az alsó ajkat lefelé húzó izom (musculus depressor labii inferioris) felett fut. Oldalról a nyaki bőrizom (platsyma) határólja. A száj körüli izom (musculus orbicularis oris) zugában (szájzug) tapad.

## Funkció
A szájzugot lefelé húzza.

## Beidegzés, tapadás
Az arcideg ramus marginalis mandibularis nervi facialis része idegzi be és a arteria facialis látja el vérrel.

## Külső hivatkozások
- Kép, leírás
- Leírás Archiválva 2007. szeptember 29-i dátummal a Wayback Machine-ben